# Mozilla Firefox 3
El Mozilla Firefox 3 va ser una versió estable del navegador d'Internet lliure Mozilla Firefox. El nom en clau del projecte és Gran Paradiso. El llançament es va fer el 17 de juny de 2008, es pretenia assolir un rècord de descàrregues durant el primer dia i es va aconseguir, amb més de vuit milions de baixades.

## Noves característiques
Després de més d'un any de desenvolupament, Mozilla volia que el Firefox 3 representés una clara millora respecte al Firefox 2.

### Barra d'ubicació
La barra d'ubicació, rebatejada amb el nom en clau d'awesome bar, és un dels canvis que Mozilla utilitza com a carta de presentació del Firefox 3. En la majoria de navegadors, com el Firefox 2 al començar a escriure una adreça a la barra d'adreces s'obre una llista desplegable amb les adreces que comencen igual, és a dir, si s'escriu "ca" a la barra d'adreces, és desplegable una llista on hi sortiria "ca.wikipedia.org".
En el Firefox 3, a més d'aquest tipus de suggeriments, si per exemple s'escriu "Wikipedia" o "Viquipèdia", sortira una llista amb "ca.wikipedia.org". El Firefox 3 no tan sols busca similituds en l'adreça, sinó també en el nom de la pàgina.

### Biblioteca
La Biblioteca (en anglès Places) és una altra de les novetats més importants del Firefox 3. Té la funció d'integrar l'"Historial" i les "Adreces d'interès" en una mateixa finestra, tot i això ve acompanyada d'altres petits canvis.
La finestra de la Biblioteca, a la qual s'hi accedeix a través de l'opció "Mostra tot l'historial" o "Mostra totes les adreces d'interès" dels menús "Historial" o "Adreces d'interès" està dividida en quatre zones. La franja superior és la barra d'eines a través de les quals es pot organitzar les adreces d'interès, personalitzar la finestra, importar/exportar les adreces d'interès, fer cerques o anar a una carpeta endarrere o endavant mentre naveguem per les adreces. La barra lateral de l'esquerra ens permet navegar per les carpetes (o etiquetes) d'adreces d'interès o l'historial com un navegador de fitxers qualsevol. La zona superior mostra la llista d'elements de la carpeta seleccionada. La zona inferior mostra els detalls de l'elements seleccionat (sigui d'una carpeta o d'una pàgina), a més de permetre'ns canviar-los.
Les cerques es fan en temps real (mentre l'usuari escriu la paraula a cercar) i es pot filtrar els resultats per categories (adreces d'una carpeta, totes les adreces, historial...).
S'han inclòs, a més, les etiquetes. Consisteixen a aplicar paraules clau a determinades adreces d'interès, per poder-les cercar fàcilment. Les etiquetes es diferencien de les carpetes perquè una adreça d'interès pot tenir més d'una etiqueta però només una carpeta.
Finalment, i degut a les demandes dels usuaris, s'ha inclòs un botó per afegir les pàgines que estem visitant a les adreces d'interès a la barra d'adreces. Es tracta d'una estrella que al fer-hi un clic ens desa l'adreça a la carpeta "Adreces d'interès per arxivar", per arxivar-la al mateix moment de desar-la s'ha de fer doble clic a l'estrella, llavors apareix un diàleg desplegable que demana el nom de la pàgina, la carpeta i les etiquetes.

### Gestor de baixades

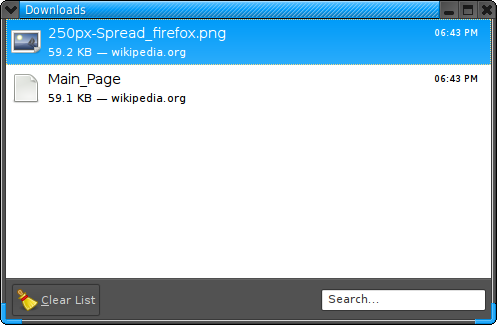
Gestor de baixades del Firefox 3 a un Ubuntu Studio.

Una de les millores que més havien reclamat els usuaris era la possibilitat de pausar i reprendre posteriorment les baixades. Des de Mozilla van començar a treballar en un nou gestor de baixades basat en SQLite que permet pausar i reprendre les baixades, tot i haver tancat el navegador abans.
A més a més el gestor incorpora una caixa de cerca a través de la qual podem filtrar els arxius que se'ns mostren segons el nom del fitxer, el lloc de descàrrega, la data o la mida. A la barra d'estat del navegador es mostra informació sobre les baixades.
Altres canvis secundaris són que la barra de títol mostra informació de les baixades, es pot copiar l'adreça web d'un arxiu descarregat i la finestra d'arxius està dividida entre els que han acabat i els que encara s'estan descarregant.

### Gestor de complements
El gestor de complements incorpora en un mateix panell les extensions, els temes i els connectors. A més a més, hi ha una nova pestanya que permet a l'usuari cercar i instal·lar extensions sense haver de visitar la pàgina web de Mozilla. S'han fet altres canvis notables: ara es mostra informació sobre l'extensió, es poden seleccionar diverses extensions per fer-hi canvis conjunts, els temes s'apliquen per defecte...
També s'han fet canvis en la seguretat.

### Interfície
Un dels canvis més destacats que incorpora la versió 3 són uns temes maquetats especialment per cada sistema operatiu. Si amb el Firefox 2 es va canviar el tema de l'1.5 per un de nou, amb el Firefox 3 cada sistema operatiu té un tema del Firefox personalitzat.
Els sistemes amb Windows XP tenen un tema marcat per les línies simples i els colors vius. Els Windows Vista tenen un tema semblant, però els colors són blavosos-platejats i les icones són més realistes. El Linux utilitza les icones del tema GTK instal·lat al sistema. El tema dels Mac OS destaca per uns tons grisosos-platejats i unes línies corbes.
El botó d'anar endarrere i d'anar endavant s'han integrat conjuntament i al mirar la llista desplegable de pàgines d'aquest botons es mostren conjuntament les pàgines d'endarrere i les d'endavant.
La barra d'adreces s'ha redissenyat i mostra determinats botons depenent de la funció que s'està fent. Mentre escrivim l'adreça ens mostra la fletxa verda per anar a l'adreça, un cop tenim la pàgina carregada hi ha l'estrella per marcar-la com a adreça d'interès; per exemple. El menú "Informació de la pàgina" també ha estat redissenyat.
Si la barra d'adreces i la barra de cerca estan de costat, aquestes es poden redimensionar. El gestor de contrasenyes passa de ser una finestra emergent a ser una barra d'alerta.

### Rendiment
Una de les principals crítiques que va rebre el Firefox 2 (i les versions anteriors) era que utilitzava molta més memòria RAM que la resta de navegadors.
Un dels canvis implementats va ser la incorporació de l'XPCOM Cycle Collector, un recol·lector d'escombraries, és a dir, un mecanisme que té la funció d'alliberar la memòria que el programa no necessita i reservar la que realment ha de fer servir.
Segons una entrada al bloc de Stuart Parmenter, el Firefox 3 utilitza menys memòria que l'Internet Explorer, el Safari i l'Opera. Va fer un experiment i el Firefox 3 superava en 140MB la seva antiga versió i en més de 400 l'Internet Explorer 7.
El temps d'inici del programa també es va reduir significativament i el motor de JavaScript va ser redissenyat, i a la cinquena beta ja era quatre vegades més ràpid que al Firefox 2.

### Seguretat
La seguretat és un tema molt important de qualsevol navegador web, per això en aquesta nova versió del Firefox han posat especial èmfasi en aquest aspecte. El Firefox 2 ja incloïa avisos contra les pàgines de pesca electrònica mitjançant un avís que apareixia en entrar a una pàgina així; al Firefox 3 s'ha inclòs suport contra les pàgines amb programari maliciós. Una altra novetat és que al clicar sobre el favicon de la pàgina, el Firefox mostra informació sobre l'empresa que té contractada el certificat de lloc segur SSL.
El gestor de complements també inclou canvis en la seguretat, ja que amb aquesta nova versió les extensions s'actualitzen de manera xifrada i, per tant, més segura.

### Suport a estàndards i altres formats

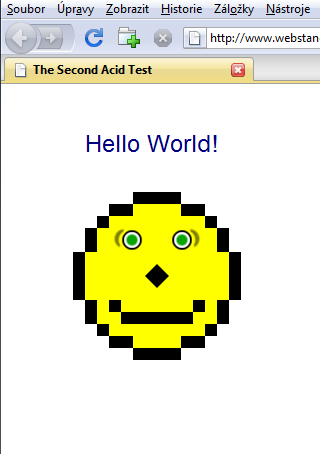
Firefox 3 beta 3 passant l'Acid2 Test.

El Firefox 3 es va presentar com un navegador que seguia més i millor els estàndards web oberts impulsats per la W3C gràcies al motor de presentació Gecko 1.9. Des de les primeres versions prèvies superava, com el Firefox 2 l'Acid Test. Ja a les primeres edicions alpha aprobava l'Acid2 Test. L'Acid3 Test, tot i no passar-lo el 100% (actualment cap navegador estable el passa) obté una nota de 71 sobre 100; molt per sobre dels 12 de l'Internet Explorer 7 i només superat pel motor del Safari (el WebKit) i les futures versions del de l'Opera (el Presto).
| Test  | Firefox 2                            | Firefox 3                            | Observacions                                                                         |
| ----- | ------------------------------------ | ------------------------------------ | ------------------------------------------------------------------------------------ |
| Acid2 | El Firefox 1.5 i el 2 no el passen   | El Firefox 3 el passa                | El Firefox 2 no passa la prova però el Firefox 3 sí.                                 |
| Acid3 | El Firefox 2 obté una nota de 52/100 | El Firefox 3 obté una nota de 71/100 | El Firefox 2 no passa la prova i el Firefox 3 tampoc, tot i que millora el resultat. |

A més a més el Fireofx 3 inclou suport a altres noves tecnologies com l'APNG (PNG animades), suport a les galetes Httponly, suport a la propietat contentEditable = "true" que permet modificar pàgines web que així ho permetin sense haver-les de tenir al disc dur.
Finalment també s'ha incorporat suport a CardSpace i OpenID a més dels microformats, tot i que aquests són invisibles pels usuaris i només els poden aprofitar els desenvolupadors d'extensions.
Utilitza la llibreria gràfica Cairo com a capa de presentació en comptes del motor de representació nadiu de la plataforma.

### Altres canvis
A més dels canvis més populars el Firefox 3 incorpora moltes altres novetats:
- S'ha substituït l'antic TalkBack, que era propietari, per l'Airbag, que és lliure, com a notificador d'errors.[18]
- A més s'ha incorporat la possibilitat de desar la pàgina com a PDF.[5]
- Una novetat que va aixecar molta expectació al moment de fer-se pública és la possibilitat de fer funcionar aplicacions d'Internet tot i estar fora de línia,[5] com per exemple Gogle Docs, Gmail, Google Calendar… Un cop l'usuari torna a tenir xarxa el Firefox envia la informació al servidors de, en aquest cas, Google.
- Una altra característica és la possibilitat que el Firefox memoritzi les opcions de cada pàgina web per separat, és a dir, si l'usuari indica que vol augmentar la font d'una pàgina, quan hi torni a entrar es trobarà amb la font de la mida a la que la va deixar.[19]

## Compatibilitat
Tot i que amb aquesta nova versió, Mozilla vol seguir garantitzant que el Firefox és un programari multiplataforma, per qüestions tècniques i de rendiment no funcionarà en sistemes Windows 95, 98 i ME i Mac OS X 10.2.